# زولتان شوش-روسکا هرادتسکی
زولتان شوش-روسکا هرادتسکی (مجاری: Zoltán Soós-Ruszka Hradetzky; ۱۶ آوریل ۱۹۰۲ – ۸ ژوئیهٔ ۱۹۹۲) ورزشکار ورزش تیراندازی اهل مجارستان بود.
وی در مسابقات کشوری و بین‌المللی در مجموع برندهٔ ۱ مدال برنز شده‌است.